# كارلوس كاستانيو جيل
كارلوس كاستانيو جيل (بالإسبانية: Carlos Castaño Gil)‏ هو مهرب مخدرات كولومبي، ولد في 16 مايو 1965 في Amalfi, Antioquia ‏ في كولومبيا، وتوفي في 16 أبريل 2004 في San Pedro de Urabá ‏ في كولومبيا.